# Dluhonice (výhybna)
Dluhonice (nebo též Výh Dluhonice) jsou výhybna ve městě Přerov, městské části Dluhonice, ze které z trati Česká Třebová – Přerov odbočuje tzv. Dluhonická spojka, která umožňuje přechod vlaků na trať Přerov–Bohumín bez úvrati v Přerově.
Od roku 2019 probíhá rozsáhlá přestavba výhybny jako součást přestavby uzlu Přerov. Od 16. listopadu 2022 je výhybna dálkově řízena z CDP Přerov.

## Budova výhybny
V období výstavby Dluhonické spojky byla v místě zastávky Roketnice, zřízené v roce 1892, postavena jednopatrová budova výhybny Dluhonice-Roketnice, v roce 1946 byl název změněn na Dluhonice. Drážní budovu vyprojektoval ing. Miloš Fikr v duchu geometrické moderny. V období 1970–1975 byla provedena adaptace provozní budovy a byl přistavěn patrový trakt.